# موراواتس
موراواتس (به صربی: Moravac) یک منطقهٔ مسکونی در صربستان است.